# Semaeopus purpurea
Semaeopus purpurea är en fjärilsart som beskrevs av W. Warren 1906. Semaeopus purpurea ingår i släktet Semaeopus och familjen mätare. Inga underarter finns listade i Catalogue of Life.